# Neulouisendorf
Neulouisendorf is een ortsteil van de gemeente Kalkar in de Duitse deelstaat Noordrijn-Westfalen. Het gehucht met circa 300 inwoners is deel van de Pfälzische Sprachinsel am Niederrhein, waartoe ook Pfalzdorf en Louisendorf behoren. 
Neulouisendorf, dat werd genoemd naar de Koningin Louise van Mecklenburg-Strelitz, ontstond in 1827 op aanwijzing van de Pruisische Koning Frederik Willem III van Pruisen als uitwijkplaats voor emigranten uit de Kurpfalz. Deze emigranten hadden in 1741 vanwege hun protestante geloof hun oorsprongsland verlaten en waren tijdens de reis naar Pennsylvania (Verenigde Staten) kort voor de Nederlandse grens 'blijven hangen'. 

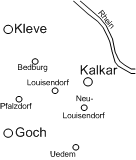
Locatie van de 'Pfälzische Sprachinsel'

Het gebied waar zij neerstreken ligt tussen Kleef, Goch en Kalkar. De dorpen die zij vestigden waren achtereenvolgens: Pfalzdorf, Louisendorf en Neulouisendorf. Deze dorpen vormen een 'taalkundig eiland', waar het Paltsisch dialect gesproken wordt. 
Op de Gocher Heide, gelegen op de Nederrijnse Heuvelrug, werden aanvankelijk 150 percelen uitgegeven voor de stichting van het dorp. 
Sinds de bestuurlijke herindelingen van 1 juli 1969 is Neulouisendorf ingedeeld bij de gemeente Kalkar.
De neogotische kerk van de evangelische gemeente aan de Neulouisendorferstrasse werd ingewijd in 1898. De architect van het bouwwerk was Julius Otter uit Wesel. De glas-in-loodramen van deze kerk dateren uit 1980 en werden gemaakt door Erich Wilhelm John. Rondom de kerk staan een tiental rode beuken, die tezamen een beschermd natuurmonument vormen. 
Ook de Neulouisendorfer Mühle en een dikke tamme kastanje aan de Neulouisendorfer Straße staan als monumenten geregistreerd.

## Afbeeldingen

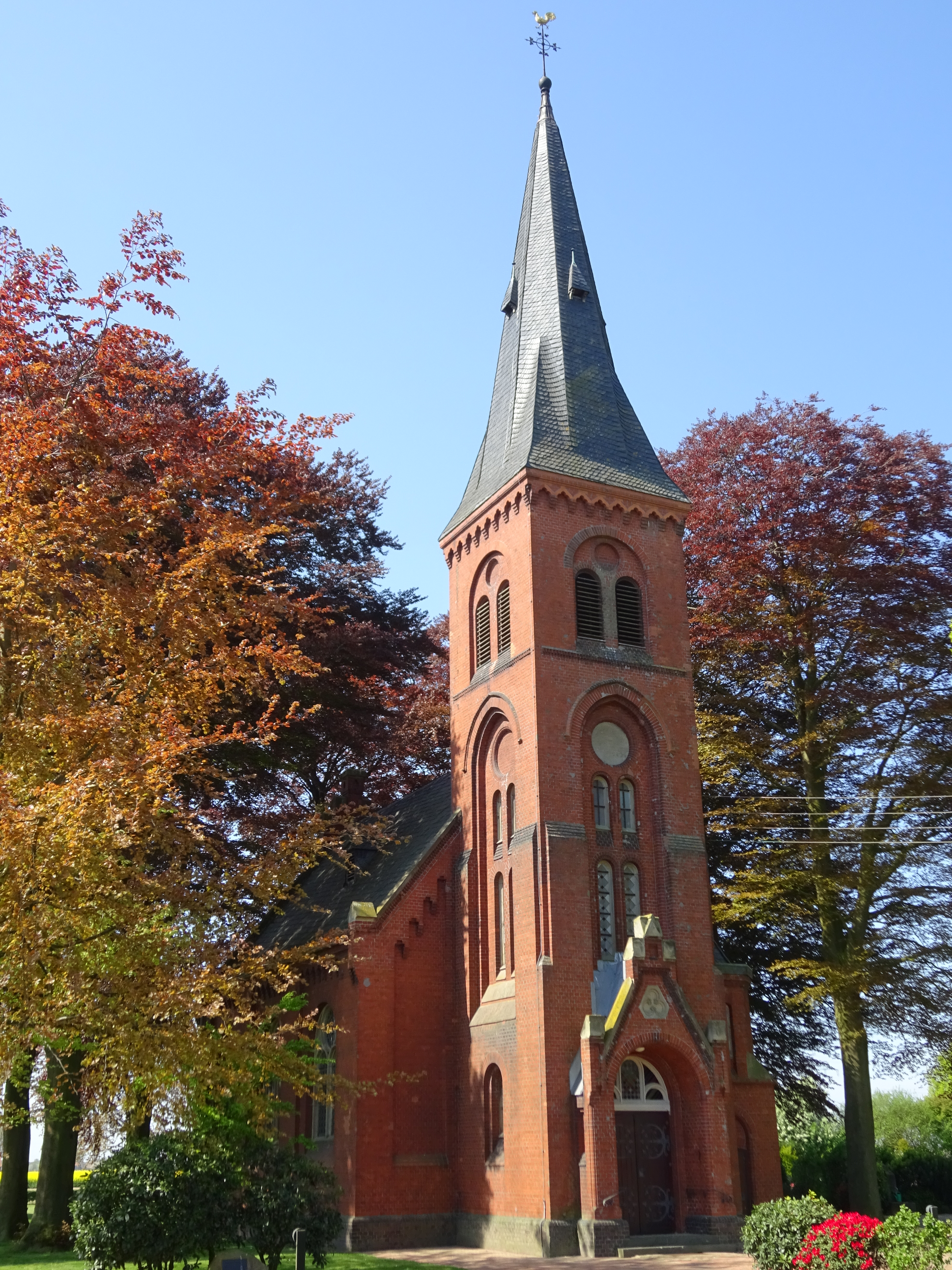
Neogotische kerk uit 1898
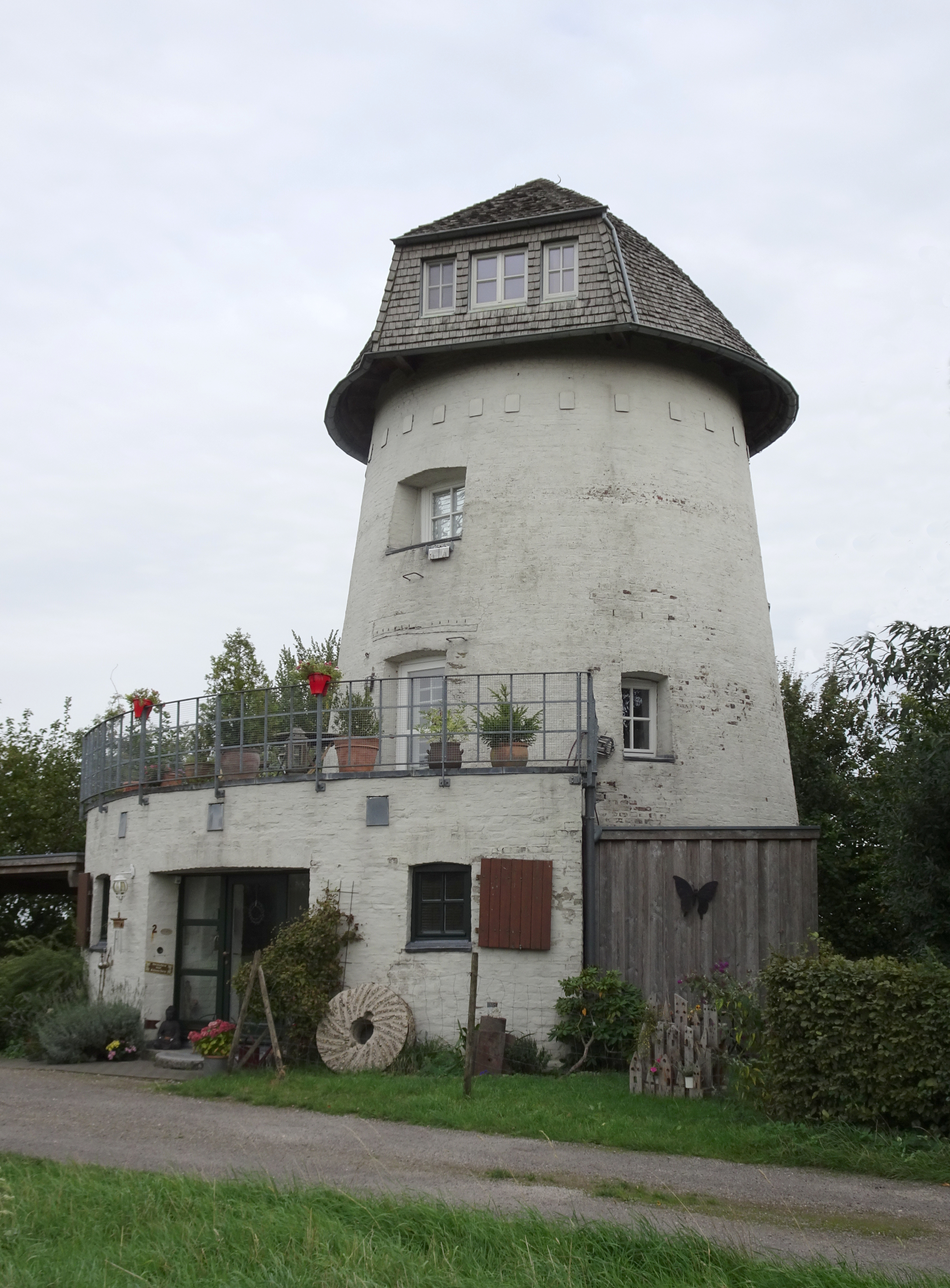
Neulouisendorfer Mühle
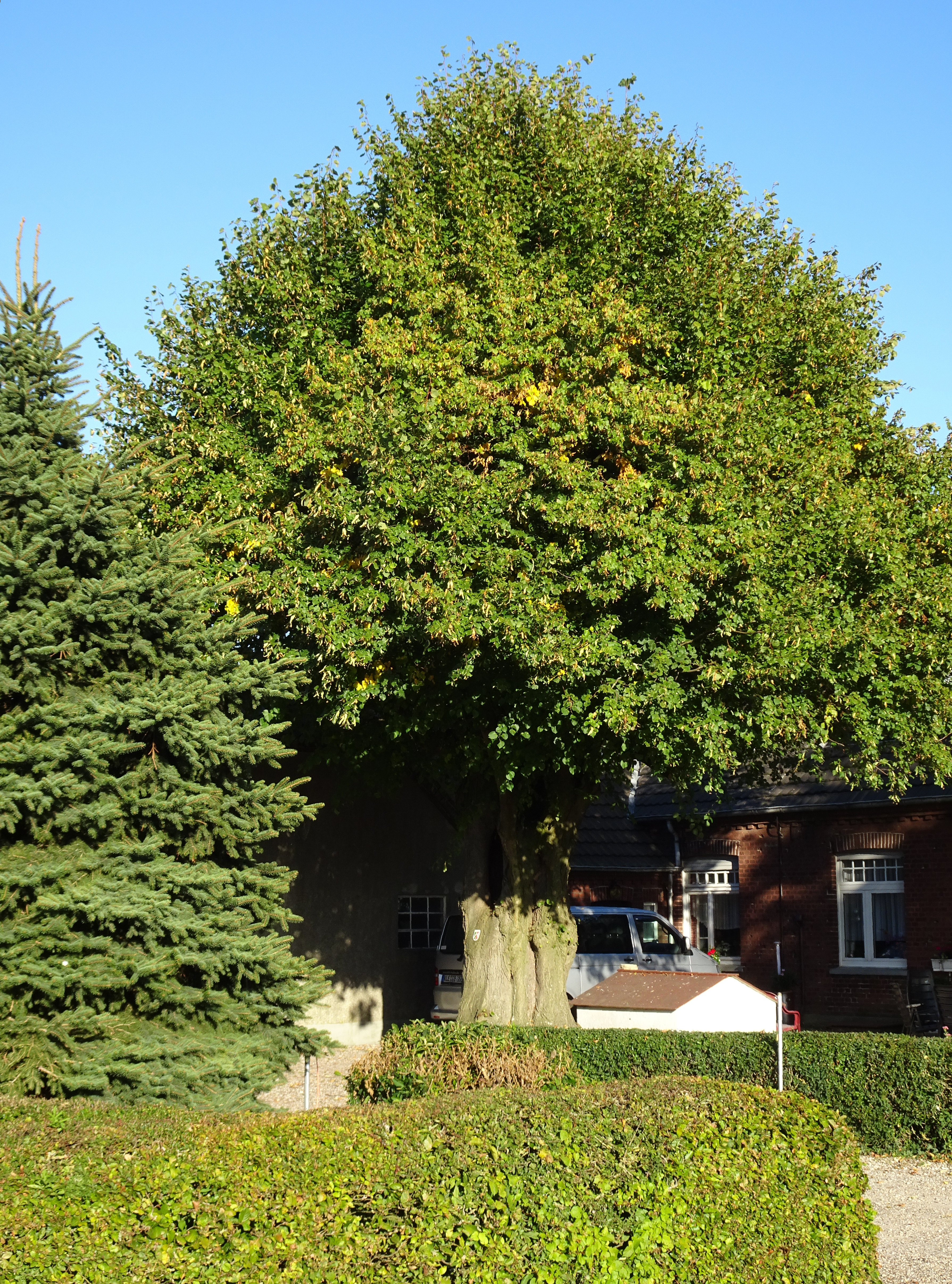
Tamme kastanje